# Reichenschwand
Reichenschwand ist eine Gemeinde im mittelfränkischen Landkreis Nürnberger Land.

## Geografie

### Lage
Die Gemeinde mit den Gemeindeteilen Oberndorf und Leuzenberg liegt im schon weiten Tal der Pegnitz. Der mittelalterliche Ortskern erstreckt sich etwa 400 Meter lang in Nord-Süd-Richtung bis unmittelbar an den Fluss. Dort befindet sich die evangelisch-lutherische Albanuskirche und das sogenannte Zweite Furtenbachsche Schloss. Im Süden schließt sich auf dem gegenüberliegenden Pegnitzufer der Bereich der ehemaligen Wasserburg der Herren von Strahlenfels an den Reichenschwander Altort an.
Später wurde der Ort stark nach Norden und vor allem nach Westen erweitert, so dass sich heute der Gemeindeteil Oberndorf unmittelbar nördlich an Reichenschwand anschließt.
Der Gemeindeteil Leuzenberg dagegen liegt etwa 1800 Meter in nördlicher Richtung in einem weiten Talkessel, der von der Weppach geschaffen wurde. Leuzenberg befindet sich in etwa auf 400 m ü. NHN und wird im Osten vom Großen Hansgörgel, im Westen von der Vorderen Röd und dem Kreuzbühl begrenzt. Nördlich wird der Talkessel durch einen steilen Hang zur sich anschließenden Hochebene geschlossen.
Die Grenze des Gemeindegebietes zieht sich im Osten, wo sie an die Gemeinde Hersbruck stößt, nur wenige Meter außerhalb von Reichenschwand vom Tal der Pegnitz nach Norden entlang und verläuft westlich des Gipfelpunktes des 601 m ü. NHN hohen Großen Hansgörgels nach Nordwesten. Dort schließt das Gemeindegebiet von Kirchensittenbach an. Etwa drei Kilometer nördlich des Ortskerns von Reichenschwand erreicht die Gemeinde ihre nördlichste Ausdehnung bis auf eine Hochfläche der fränkischen Alb. Anschließend verläuft die Grenze zu Neunkirchen am Sand in südwestlicher Richtung wieder bergabwärts ins Pegnitztal und schließt dort mit dem Kreuzbühl einen großen Teil des Rödelberges ein. Nach dem westlichsten Punkt der Gemeindegrenze, etwa 1550 Meter vom Ortskern entfernt, überquert sie die B 14 und die Pegnitz und erstreckt sich durch die Pegnitzauen bis weit nach Süden, wobei sie an das Gebiet der Gemeinde Ottensoos stößt. Mit etwa 1650 Meter Entfernung zum Ortskern erreicht sie den südlichsten Punkt des Reichenschwander Gemeindegebietes und zieht dann in nordöstlicher Richtung, nun an Henfenfelder Gebiet angrenzend, wieder zur Pegnitz, wo sie mit 800 Meter Abstand zur Ortsmitte auch ihre größte östliche Ausdehnung erreicht.
Durch Reichenschwand verläuft der Fränkische Marienweg.

### Nachbargemeinden
Nachbargemeinden sind (im Norden beginnend im Uhrzeigersinn): Kirchensittenbach, Hersbruck, Henfenfeld, Ottensoos, Neunkirchen am Sand.

### Gemeindegliederung
Die Gemeinde hat 3 Gemeindeteile (in Klammern ist der Siedlungstyp angegeben):
- Leuzenberg (Dorf)
- Oberndorf (Dorf)
- Reichenschwand (Pfarrdorf)

Es gibt auf dem Gemeindegebiet die Gemarkungen Altensittenbach (Gemarkungsteil 1) und Reichenschwand.  Die Gemarkung Reichenschwand hat eine Fläche von 6,748 km². Sie ist in 2567 Flurstücke aufgeteilt, die eine durchschnittliche Flurstücksfläche von 2628,83 m² haben. In ihr liegen neben dem namensgebenden Ort die Gemeindeteile Leuzenberg und Oberndorf.

## Geschichte
Reichenschwand wurde erstmals (wenn auch fälschungsverdächtig) 1225 urkundlich erwähnt. Von 1310 liegt eine als echt anerkannte Urkunde vor. Die Ministerialenfamilie von Strahlenfels legte auf der Pegnitzinsel im Hochmittelalter eine Wasserburg an, deren Stelle nach mehrfachen Zerstörungen heute das Schloss Reichenschwand einnimmt. Der Name deutet auf eine Rodungssiedlung hin: Reicholswant bedeutete die Rodungsstelle eines Richold oder Richolf, mit schwenden bezeichnete man das Roden von Unterholz zur Gewinnung von Acker- und Weideland. Ein Eisenhammer wird in der Urkunde der oberpfälzischen Hammereinung von 1387 genannt, Besitzer (und möglicherweise Begründer) war Cunz Langmann; er hatte eine weitere Hammermühle in Rollhofen („Kuntz Langman mit dem hamer zu Reichholtzswant vnd mit dem hamer zu Rolhofen“). Der Reichenschwander Hammer kam im 15. Jahrhundert an die Nürnberger ehrbare (also dem Zweiten Stand angehörende) Familie Hayd und im frühen 16. Jahrhundert an die Patrizierfamilie Behaim.
Im Dreißigjährigen Krieg wurde Reichenschwand großteils zerstört. Nach der Französischen Revolution im 18. Jahrhundert geriet die Stadt Reichenschwand in den Staatsbankrott, da der französische König Ludwig XIV. von der Stadt geliehenes Geld nicht zurückzahlen konnte. Ende des Zweiten Weltkriegs im April 1945 dirigierten amerikanische Offiziere von dort aus die Kämpfe um Nürnberg.

## Politik

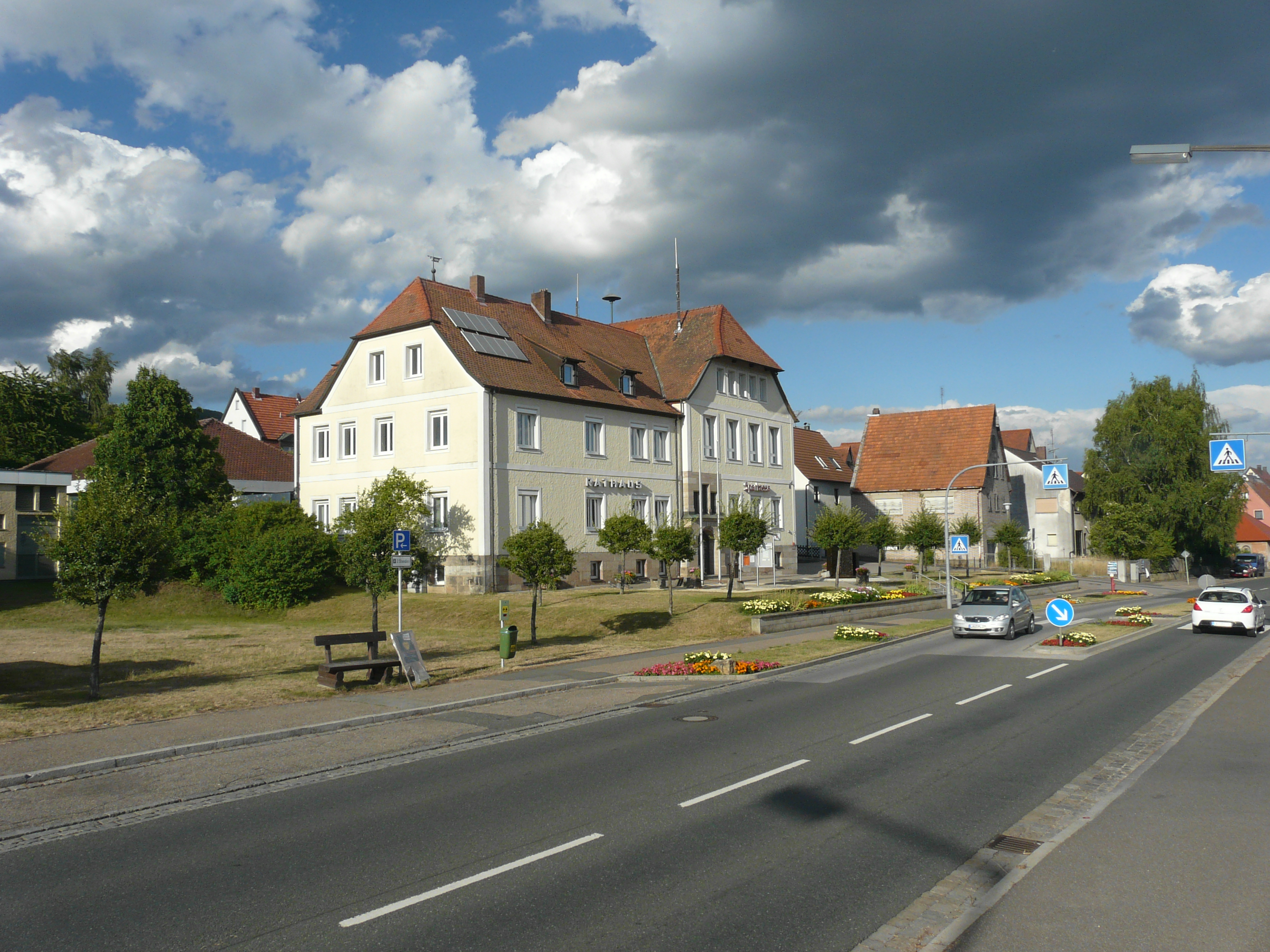
Das Rathaus von Reichenschwand

- SPD: 5
- FWG: 5
- CSU: 4

### Gemeinderat
Der Gemeinderat hat 14 Mitglieder. Weiteres Mitglied und Vorsitzender des Gemeinderates ist der Erste Bürgermeister. Bei der Kommunalwahl vom 15. März 2020 haben von den 1919 stimmberechtigten Einwohnern in der Gemeinde Reichenschwand 1382 von ihrem Wahlrecht Gebrauch gemacht, womit die Wahlbeteiligung bei 72,02 % lag.

### Bürgermeister
Bei der Kommunalwahl vom 15. März 2020 wurde Manfred Schmidt (CSU/FWG) mit 52,53 % der Stimmen gewählt.

### Wappen
| Wappen von Reichenschwand | Blasonierung: „Unter von fünfmal von Rot und Silber geteiltem Schildhaupt, gespalten von Blau und Gold, vorne ein silberner Schrägwellenbalken, hinten ein natürlicher Schwan ohne Füße.“ |
| Wappen von Reichenschwand | Wappenbegründung: Die Schrägteilung von Rot und Silber im Schildhaupt erinnert an die Zugehörigkeit des Gemeindegebiets zur Reichsstadt Nürnberg. Die Wappenbilder darunter sind dem Wappen der Herren von Furtenbach entnommen, die von 1531 bis 1813 mit dem Gemeindegebiet eng verbunden waren und sich seit dem 16. Jahrhundert nach Reichenschwand nannten. |

### Gemeindepartnerschaften
Partnergemeinde ist die Marktgemeinde Lambach in Oberösterreich.

## Kultur und Sehenswürdigkeiten
- Jedes Jahr im Dezember werden in Reichenschwand Adventsfenster veranstaltet. Zuerst werden Lieder gesungen und eine Weihnachtsgeschichte erzählt. Im Anschluss daran wird das vorher geschmückte Fenster geöffnet und danach gibt es Getränke (zum Beispiel Glühwein) und Gebäck gratis zum Essen. Am 23. Dezember findet es am Kreisverkehr im Ort statt.
- Pfarrhaus und Albanus-Kirche bilden mit der sandsteinernen Mauer und dem Barockportal ein sehenswertes Ensemble. Bonaventura I. von Furtenbach ließ die Gebäude 1557 errichten. Das Pfarrhaus wurde von 2001 bis 2004 saniert und erhielt 2005 den Denkmalpreis des Bezirks Mittelfranken.
- Wasserschloss Reichenschwand mit großer Allee, erstmals um 1366/68 urkundlich erwähnt. Das Schloss wurde im 14. Jahrhundert von der Ministerialenfamilie von Strahlenfels errichtet und bewohnt. Bonaventura Furtenbach erwarb 1531 die Grundherrschaft und ließ an Stelle des alten Wasserschlosses ein Renaissanceschloss „von Grund auf kostbar und schön“ errichten. Bereits im Zweiten Markgrafenkrieg brannte es 1553 völlig aus. Wieder aufgebaut, hatte es 1703 im Spanischen Erbfolgekrieg das gleiche Schicksal durch bayerische Truppen. Am Ende des Zweiten Weltkrieges wurde das Schloss 1945 Sitz des amerikanischen Befehlsstabes, der die Kämpfe um Nürnberg leitete. Heute ist das Schloss in Besitz der Familie Wöhrl.
- Die Sammlung Löffler ist eine Privatsammlung von historischen Sitzmöbeln aus zwei Jahrhunderten in Reichenschwand. Mit über 900 Exponaten zählt sie zu den größten in Europa.

- Im Mai 2015 wurde der Generationengarten (Von-Furtenbach-Straße) in Reichenschwand offiziell seiner Bestimmung übergeben. Dieser soll als Begegnungsstätte für Jung und Alt dienen und das generationenübergreifende Zusammenleben fördern. Der Platz ist jederzeit erweiterbar. Die reinen Baukosten betrugen rund 345.000 Euro, wobei das Amt für Ernährung, Landwirtschaft und Forsten in Uffenheim dieses Projekt mit 150.000 Euro aus LEADER-Mitteln gefördert hat.[18]

## Wirtschaft
Reichenschwand ist Sitz der Wöhrlakademie, die sich um Nachwuchsförderung und Weiterbildung im Einzelhandel kümmert.
Im Jahr 2022 erzielte Reichenschwand Einnahmen aus der Gewerbesteuer in Höhe von 1,55 Millionen Euro. Mit einem Gewerbesteuerhebesatz von 310 % zählt die Gemeinde zu den steuerlich attraktivsten Standorten Deutschlands. Reichenschwand ist etwa steuerlich deutlich günstiger als Nürnberg (Gewerbesteuerhebesatz 467 %).
Die Pro-Kopf-Verschuldung beträgt zurzeit null Euro (Stand 12/2016). Demgegenüber stehen beträchtliche gemeindliche Guthaben, so dass Reichenschwand eine von wenigen Gemeinden in Bayern ohne Schulden ist. In Reichenschwand gibt es eine Raiffeisenbank, eine Sparkasse und eine Postfiliale.

## Verkehrslage

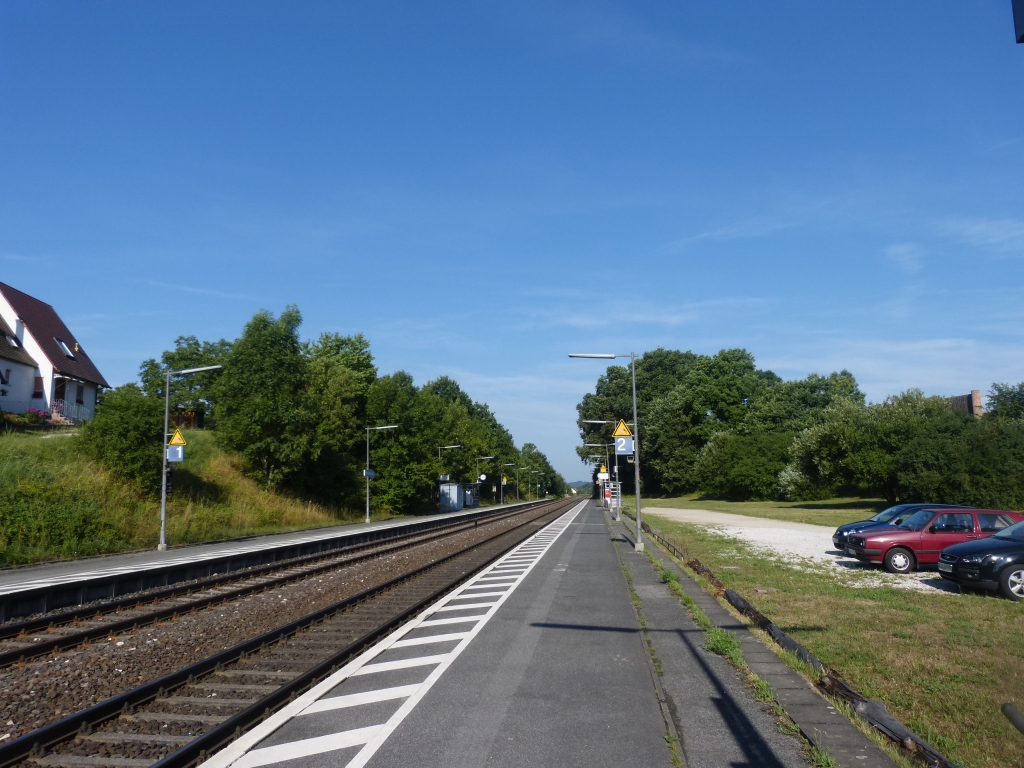
Der heutige Haltepunkt Reichenschwand

Reichenschwand erhielt im Jahr 1877 einen Bahnhof an der Bahnstrecke Nürnberg–Cheb. Dieser wurde östlich des Ortes errichtet und erhielt ein Empfangsgebäude, einen Güterschuppen sowie weitere Gebäude. 1983 wurde der Bahnhof stillgelegt und etwa 400 m westlich ein Haltepunkt gebaut, der bis heute existiert. Er wird stündlich von Regionalbahnen der Linie Nürnberg–Neuhaus an der Pegnitz bedient. Das alte Bahnhofsgebäude wird von einem Verein genutzt.
Mitten durch den Ort führt die viel befahrene Bundesstraße 14. Über eine Umgehungsstraße wird schon jahrelang diskutiert, eine momentan angedachte Lösung ist ein Tunnel, der unter der Gemeinde hindurchführen soll.

## Bauplätze
Die Erschließung des neuen Baugebietes Fürschwald I mit Straßen sowie Wasser-, Strom- und Gasanschlüssen wurde am 2. November 2010 abgeschlossen. In dem Bereich befinden sich 118 Bauplätze in einem reinen Wohnbaugebiet. Sechs Grundstücke hingegen sind in der Nähe der Bahn in einem Mischgebiet angesiedelt.
Derzeit wird ein Baugebiet zwischen dem Fürschwald und dem Saueracker erschlossen. Für diese Grundstücke existiert bereits eine Warteliste, die meisten sind aber schon verkauft. Für Frühjahr 2019 ist es geplant im Westen Reichenschwands ein weiteres Baugebiet zu erschließen.

## Service
Reichenschwand bietet als erste Gemeinde im Landkreis Nürnberger Land eine Rathaus-App; diese wurde in Zusammenarbeit mit dem Softwaredienstleister, der Anstalt für Kommunale Datenverarbeitung in Bayern, geschaffen. Mit der App erhält man Informationen um die Gemeinde Reichenschwand. So stehen dem Nutzer beispielsweise Informationen aus dem Rathaus, der Verwaltung oder dem Tourismus zur Verfügung. Daneben besteht auch die Möglichkeit, Dienstleistungen, wie z. B. Führungszeugnisse, Meldebescheinigungen, Geburtsurkunden online zu beantragen. Des Weiteren kann auch angefragt werden, ob der Pass/ Personalausweis schon zur Abholung bereit liegt.
Es existiert ein Veranstaltungskalender sowie Müllkalender bzw. der beinhaltete Mängelreporter, mit dem man die Gemeinde über Mängel informieren kann. So fotografiert man vor Ort z. B. die defekte Straßenlampe oder das Schlagloch und schickt das Bild per E-Mail an die Gemeindeverwaltung.
Für Besucher und Gäste gibt es einen Wanderroutendienst der unter anderem eine Wegbeschreibung und Kartendarstellung enthält.

## Kirche
Die Kirche wird erstmals 1418 urkundlich erwähnt. Die Schlosskapelle wurde dort „St. Willibald“ genannt, auch die Heilige Afra wird als Schutzpatronin erwähnt. 1520 wurde die Kapelle durch den damaligen Schlossherrn Georg von Ratz von Grund auf renoviert. Mit der Einführung der Reformation im Nürnberger Gebiet (1525) wurde die Reichenschwander Gemeinde evangelisch-lutherisch. Als Bonaventura Furtenbach um 1531 Reichenschwand erwarb, ließ er die Kirche neu bauen und den Kirchturm errichten, der bis heute fast unverändert dasteht. Das Pfarrhaus wurde von 2001 bis 2004 saniert und erhielt 2005 den Denkmalpreis des Bezirks Mittelfranken.
Als Namenspatron der Reichenschwander Kirche erscheint jetzt auch St. Alban, nach dem die Kirche bis heute benannt ist. Für die Pfarrer und ihre Familien ließ Bonaventura Furtenbach im Jahr 1557 ein Pfarrhaus erbauen. Im Jahr 1714 ließ Wilhelm August von Furtenbach die noch heute stehende Mauer des einstigen Friedhofs um die Kirche mit dem barocken Tor und Türlein erbauen. Im Jahr 1754 wurde die Kirche dann noch einmal völlig umgebaut. Bei der damaligen Neugestaltung bekam die Kirche auch den Altar, den Taufstein mit Deckel und die Kanzel, die bis heute in ihr zu sehen sind. Über dem viersäuligen Altar hängt das Symbol der Dreifaltigkeit im Strahlenkranz. 2018 wurden die Kirchenfenster renoviert.

### Gebäude
Die seit 1754 im Wesentlichen unveränderte Kirche hat ein rechteckiges Langhaus mit einem Stuckgewölbe, das sich auch über den dreiseitig geschlossenen, im Kern gotischen Chor schließt. Seit der Restaurierung von 1974 kommt der Rokokostuck im Gewölbe zur Geltung. Die Ausstattung der Kirche wird von zwei Messing-Kronleuchtern aus dem 18. Jahrhundert ergänzt. An den Wänden hängen Totenschilde für Mitglieder der Familie von Furtenbach (aus den Jahren 1564–1775). Auf der Herrschaftsempore befinden sich die Wappenschilde der Gutsherren W.G.H. von Axthelm und F.H. von Stransky. Die einstige Fürstenloge dient heute als „fürstliche Kinderloge“, in die sich Eltern mit ihren kleinen Kindern während der Gottesdienste zurückziehen können.
An der Südwand des Kirchenschiffs ist die wappengeschmückte Grabplatte Bonaventura Furtenbachs eingemauert und in die Nordwand ein Spätrenaissance-Grabstein mit der Inschrift: „Corpus humo, animam superis“ (Den Leib zur Erde, die Seele zum Himmel). Im Chorraum steht seit 2004 neben dem Altar ein von dem Reichenschwander Künstler Hubertus Pauli gestiftetes Holzkreuz. Es wurde aus alten Balken des erneuerten Pfarrhauses aus dem 16. Jahrhundert gestaltet. In den Kirchhof führt das Eingangsportal, das mit einem großen Schwan – dem Wappentier der Familie Furtenbach – gekrönt ist. Vom Kirchhof führt ein Verbindungsweg entlang des Pfarrgartens zum evangelischen Gemeindehaus.

### Go Special
Der Go Special ist ein besonderer Gottesdienst der evangelischen Gemeinde Reichenschwand. Er hat ein bestimmtes Thema, das vor allem junge Menschen ansprechen soll und Menschen, die normalerweise nicht in den Gottesdienst gehen. Der Gottesdienst dauert 90 Minuten. In ihm kommen stets vor: Lieder einer Band, ein Interviewgast, ein Kurzfilm, ein Theaterstück und von der Kirchengemeinde geschriebene Gebete. Der GoSpecial wird vorbereitet und durchgeführt von ca. 25 Mitarbeitern aus Kirchengemeinde und landeskirchlicher Gemeinschaft.

## Persönlichkeiten

### Söhne und Töchter der Gemeinde
- Wilhelm Schimper (1804–1878), Botaniker und Afrikareisender, Sohn von Meta Furtenbach auf Reichenschwand

### Personen, die in der Gemeinde gewirkt haben
- Paul Heinrich Nodnagel (1928–2009), Kunstmaler der Moderne